# Historia de Serbia
La historia de Serbia puede considerarse que comienza con el primer estado serbio, Rascia, que fue fundado en el siglo IX por la Casa de Vlastimirovic; se desarrolló dentro del reino y el Imperio serbio bajo la Casa de Nemanjić. En la época moderna, Serbia ha sido un principado autónomo (1817-1878), un principado y reino independiente (1878-1918), parte del Reino de los Serbios, Croatas y Eslovenos (1918-1941) (renombrado a Reino de Yugoslavia en 1929), un estado títere ocupado por los nazis (1941-1944), una república socialista en la República Federal Socialista de Yugoslavia (1945-1992), una república en la República Federal de Yugoslavia (1992-2003), y una república en la Unión de Estado de Serbia y Montenegro (2003-2006) antes de que proclamara su independencia como la República de Serbia el 5 de junio de 2006.

## Serbia en la Edad Media

El territorio de la Serbia moderna en tiempos del Imperio romano, con las provincias imperiales en las que se dividía la región. La línea punteada marca la frontera moderna de Serbia.

Territorios serbios en el siglo.

Los serbios llegaron a la región balcánica en el siglo VII y se establecieron en seis divisiones tribales diferenciadas, que formaron estados ocasionalmente independientes y en otros momentos estuvieron unidas:
- Rascia/Raška, en el oeste de la Serbia moderna y el norte de Montenegro;
- Bosnia/Bosna, que ocupaba el centro-sur y sureste de la moderna Bosnia;
- Zachlumia/Zahumlje, el oeste de Herzegovina;
- Travunia/Trevinje, el este de Herzegovina;
- Pagania/Paganija, en la Dalmacia media y
- Doclea-Zeta/Duklja-Zeta, predecesoras de Montenegro.

Los primeros príncipes serbios que aparecen en los documentos fueron Višeslav, Radoslav, Prosigoj y Vlastimir. Para entonces, el país había aceptado totalmente el cristianismo, habiendo serbios católicos y ortodoxos. En Zeta —aproximadamente el moderno Montenegro—, el papa coronó al rey Mihailo en 1077, y concedió el título de archidiócesis a la ciudad de Bar, con lo que los serbios alcanzaban autonomía religiosa. El hijo de Mihailo, Constantino Bodin, reclamó el trono en 1080 y reinó hasta su muerte en 1101.
El país aceptó la protección del Imperio bizantino para mantener a raya a su enemigo, el Primer Imperio búlgaro. Serbia se liberó del Imperio bizantino un siglo más tarde.
El primer estado serbio unificado apareció bajo Caslav Klonimirovic a mediados del siglo X en Rascia; aquel unió a las tribus de Bosnia, Herzegovina, Antigua Serbia y Montenegro e incorporó Pagania, Zachlumia, Travunia, Konavle, Bosnia y Rascia a Serbia, ι Σερβλια). Sin embargo, la primera mitad del siglo XI vio la ascensión de la Dinastía Vojislavljević de Zeta. Finalmente, a mediados del siglo XII predominó nuevamente Rascia con la dinastía de Nemanjic, que llevó al Reino de Serbia a una edad de oro que duró más de tres siglos. En uno de los pocos estados que no practicaban el orden feudal, los Nemanjic consiguieron para el reino una reputación política, económica y cultural elevada en Europa, y crearon un estado balcánico potente que tuvo su apogeo en el reinado del emperador Stefan Dusan a mediados del siglo XIV, antes de sucumbir finalmente al poderío turco otomano (Zeta fue el último baluarte, que cayó finalmente ante los turcos en 1499).
A principios del siglo XIV, los serbios vivían en tres reinos independientes: Doclea, Rascia y Sirmia.

### Dinastía Nemanjic

#### Esteban Nemanja (r. 1166-1196)
Después de luchar por el trono con sus hermanos, Esteban Nemanja se hizo con el poder en 1166 y comenzó a renovar el estado en la región de Rascia. A veces con el patrocinio de Bizancio, y a veces en su contra, el Veliki zupan (literalmente jefe de familia, equivalente a príncipe) Esteban Nemanja amplió su estado conquistando territorios en el este y el sur, anexionándose el litoral y la región de Zeta. Junto a sus tareas de gobierno, el veliki zupan dedicó esfuerzos a la construcción de monasterios, como el de Djurdjevi Stupovi y el de Studenica en la región de Rascia, y el de Hilandar en el monte Athos.

#### Esteban I Nemanjic (r. 1192-1217)
Esteban Nemanja fue sucedido por su segundo hijo Esteban I Nemanjic, mientras que dio el gobierno de la región de Zeta a su primogénito, Vukan. El hijo menor de Esteban Nemanja, Rastko, se hizo monje y tomó el nombre de Sava, poniendo todos sus esfuerzos en extender la religión entre su gente. Puesto que la Curia ya tenía ambiciones para extender su influencia en los Balcanes, Esteban usó estas circunstancias propicias para obtener su corona del Papa, convirtiéndose así en el primer rey serbio. En Bizancio, su hermano Sava consiguió asegurar la posición autocéfala para la Iglesia serbia, y se convirtió en el primer arzobispo ortodoxo serbio. Así los serbios adquirieron ambas formas de independencia: temporal y religiosa.

#### Esteban Dragutin
La generación siguiente de gobernadores serbios, los hijos de Esteban I Nemanjic: Esteban Radoslav (r. 1227-1233), Esteban Vladislav I (r. 1233-1243) —en 1242 los mongoles invadieron Bulgaria y de Serbia— y Esteban I Uros (r. 1243-1276) marcaron un período de estancamiento de la estructura del estado. Los tres reyes fueron más o menos dependientes de alguno de los estados vecinos: Bizancio, Bulgaria o Hungría.

Reino de Srem.

En los lazos con los húngaros tuvo un papel decisivo el hecho de que Esteban Uroš I fuera depuesto y reemplazado por su hijo Esteban Dragutin, cuya esposa era una princesa húngara. Más tarde cuando Dragutin abdicó en 1282 en favor de su hermano más joven, Esteban Uroš II Milutin, el rey húngaro Ladislao IV le dio tierras situadas al noreste de Bosnia, la región de Mačva, y la ciudad de Belgrado, mientras él conseguía conquistar y anexar tierras en el noreste de Serbia: así algunos de estos territorios pasaron a ser parte del estado serbio por primera vez, aunque como reino independiente. Se nombró al nuevo estado como el Reino de Srem. En ese tiempo el nombre Srem era una designación para dos territorios: Srem Alto (actual Srem) y Srem Bajo (actual Mačva). El reino bajo el gobierno de Stefan Dragutin era el Bajo Srem en realidad, pero algunas fuentes históricas dicen que Dragutin también gobernó Srem Alto y Eslavonia. Después de que muriera en 1316, el gobierno del nuevo reino de Srem recayó en su hijo, el rey Vladislav II, que gobernó hasta 1325.

#### Esteban Milutin
Bajo el gobierno del hermano más joven de Dragutin, el rey Esteban Uroš II Milutin, Serbia se estabilizó a pesar de tener que combatir de vez en cuando en tres frentes diferentes. Milutin se inclinó al uso de un expediente diplomático medieval: los matrimonios dinásticos. Estuvo casado cinco veces con princesas húngaras, búlgaras y bizantinas. Es también famoso como constructor de iglesias, algunas de las cuales son los ejemplos más brillantes de arquitectura serbia medieval: el monasterio de Gračanica en Kosovo, la catedral en el monasterio de Hilandar en el Monte Athos, la iglesia de San Arcángel en Jerusalén etc. Debido a sus dotaciones, el rey Milutin ha sido proclamado como santo a pesar de su vida turbulenta. Le sucedió en el trono su hijo Esteban.

#### Esteban Uroš III
Fue llamado Esteban Uroš III Dečanski. Tras extender el reino hacia el este ganando la ciudad de Niš y los condados circundantes, y hacia el sur en la Macedonia, Esteban Decanski siguió el ejemplo de su padre construyendo el monasterio de Visoki Decani en Metohija, el mayor ejemplo de arquitectura medieval serbia.

#### Esteban Uroš IV Dušan
Durante el mandato del emperador Esteban Dusan, llamado Silni (poderoso) el Imperio serbio cubría gran parte de las Yugoslavia y Grecia actuales. Dusan derrocó a su padre con la ayuda de la nobleza de sus primos.

En los primeros años de su reinado, luchó contra el Imperio bizantino (1334), y la guerra continuó con interrupciones hasta su muerte en 1355. Se vio implicado dos veces en conflictos con los húngaros, derrotándolos ambas veces. Mantuvo la paz con los búlgaros, casándose con Helena, la hermana de su emperador, Iván Alejandro. Dusan explotó la guerra civil bizantina, apoyando a Juan V mientras que Iván Alejandro lo hacía con Juan VI, aprovechándose ambos: Dusan conquistó todos los territorios bizantinos de los Balcanes occidentales hasta Kavala, a excepción del Peloponeso y Tesalónica. Se proclamó en 1345 emperador (tsar) en Serres, y fue coronado solemnemente en Skopie el 16 de abril de 1346 como "emperador de los serbios, griegos, búlgaros y albaneses" por el patriarca serbio Joanikie II, recién nombrado con la ayuda del patriarca búlgaro Simeon y del arzobispo de Ohrid, Nicolás. Previamente había elevado a la iglesia ortodoxa serbia de un arzobispado autónomo a patriarcado, asumiendo el control. Por esos actos fue excomulgado por el patriarca ecuménico de Constantinopla.
En 1349 aprobó el Dusanov Zakonik (Código de Dusan), un logro jurídico único entre los estados europeos de la época. El emperador abrió rutas de comercio nuevas y fortaleció la economía del estado. Serbia se convirtió en uno de los países más desarrollados de Europa, con una cultura floreciente. Se crearon algunas de las mayores obras de arte medieval durante este período, como el nomocánon de San Sava. El emperador Esteban Dusan duplicó el tamaño de su reino, tomando territorios al sur, sureste y este a expensas de Bizancio. Fue sucedido por su hijo Esteban Uroš V, llamado el Débil, un término que podría aplicarse también al estado del reino, que bajo su mandato se deslizaba lentamente en la anarquía feudal. Es un período marcado por el surgimiento de una nueva amenaza: el sultanato turco otomano que se extiende de Asia a Europa y conquista primero Bizancio, invadiendo a los estados balcánicos gradualmente.

## Invasión turca
Dos poderosos barones serbios, los hermanos Uglješa y Vukašin Mrnjavčevič, reunieron un gran ejército para rechazar a los turcos. Entraron en territorio turco en 1371 para atacar al enemigo, pero estaban demasiado confiados en ellos mismos: instalaron campamentos cerca del río Maritza, en la actual Turquía, y comenzaron a celebrar la invasión embriagándose. Durante la noche, las fuerzas turcas atacaron a los ebrios caballeros serbios y los condujeron al río. Muchos de ellos se ahogaron, otros murieron, y el ejército serbio fue aniquilado.
Los serbios vencieron a los turcos en la batalla de Plocnik en 1386. En la batalla de Kosovo en 1389, tropas comandadas por el príncipe Lazar, el gobernador regional más fuerte de Serbia en ese momento, mataron al sultán turco Murad I, pero sufrieron una derrota final que, según leyendas poco creíbles, se debió a la traición de Vuk Branković.
La batalla de Kosovo definió el destino de Serbia, porque tras eso no tuvo ningún ejército capaz de enfrentarse a los turcos. Fue un período inestable, marcado por el reinado del hijo de Lazar, el déspota Stefan Lazarević, que fue un caballero al estilo de la época, un líder militar e incluso un poeta. Junto a su primo Đurađ Branković (hijo de Vuk Branković) que le sucedió, trasladó la capital al norte, en la recientemente construida ciudad fortificada de Smederevo. Los turcos continuaron su conquista hasta que tomaron finalmente todo territorio de Serbia en 1459, cuando Smederevo cayó en sus manos, quedando como únicos territorios serbios libres algunas zonas de Bosnia y Zeta. Tras la caída del reino de Bosnia en 1496, el Imperio otomano gobernó Serbia durante casi cuatro siglos, estableciendo el Sanjacado de Smederevo como subdivisión administrativa.

## Serbia otomana

### Conquista otomana de Hungría
Del siglo XIV en adelante, un número creciente de serbios empezó a emigrar al norte a la región hoy conocida como Voivodina, que estaba bajo el dominio del reino de Hungría en ese momento. Los reyes húngaros apoyaron la inmigración de serbios al reino, y contrataron a muchos de ellos como soldados y guardias de frontera. Por lo tanto, la población serbia de esta región aumentó muchísimo. Durante la lucha entre el Imperio otomano y Hungría, esta población serbia intentó la restauración del estado serbio, pero en la batalla de Mohács, el 29 de agosto de 1526, la Turquía otomana destruyó al ejército del rey húngaro checo Luis II Jagellón, quien murió en el campo de batalla. Tras esta batalla, Hungría dejó de ser estado independiente y gran parte de su anterior territorio pasó a formar parte del Imperio otomano. Poco después de la Batalla de Mohács, el jefe de los mercenarios serbios en Hungría, Jovan Nenad, estableció un reino en Bačka, norte del Banato y una parte pequeña de Sirmia (tres regiones que forman parte de la moderna Voivodina). Fue un Estado independiente efímero con la ciudad de Subotica como capital, donde Jovan Nenad se coronó a sí mismo emperador serbio. Aprovechándose de la situación militar y política sumamente confusa, los nobles húngaros de la región unieron fuerzas contra él y derrotaron a las tropas serbias en el verano de 1527. El emperador fue asesinado y el reino desapareció.

### Guerras habsburgo-otomanas
Las potencias europeas, Austria en particular, combatieron contra el Imperio otomano, confiando en la ayuda de los serbios que vivían bajo el dominio turco. Durante la Guerra Austro-Turca de 1593-1606, los serbios se sublevaron en 1594 en Banat, y el sultán Murad III se vengó quemando las reliquias de San Sava, el objeto más sagrado para todos los serbios, respetado incluso por los musulmanes de origen serbio. Los serbios crearon otro centro de resistencia en Herzegovina pero, cuando Turquía y Austria firmaron la paz, fueron abandonados a la venganza turca. Esta secuencia de acontecimientos se volvió común en los siglos siguientes.
Durante la guerra entre el Imperio otomano y la Liga Santa creada con el patrocinio del Papa (1683–1690), y que incluía a Austria, Polonia y Venecia, éstos incitaron a los serbios a rebelarse contra las autoridades turcas y pronto las sublevaciones y las guerras de guerrillas se extendieron por todas partes de los Balcanes del oeste: Desde Montenegro y la costa dálmata hasta la cuenca del Danubio y la Vieja Serbia (Macedonia, Rascia, Kosovo y Metohija.) Cuando los austríacos comenzaron a salir de Serbia, invitaron al pueblo serbio a venir al norte con ellos a los territorios austríacos. Teniendo que elegir entre la represalia otomana y vivir en un estado cristiano, los serbios se dirigieron al norte liderados por el patriarca Arsenije Čarnojević.

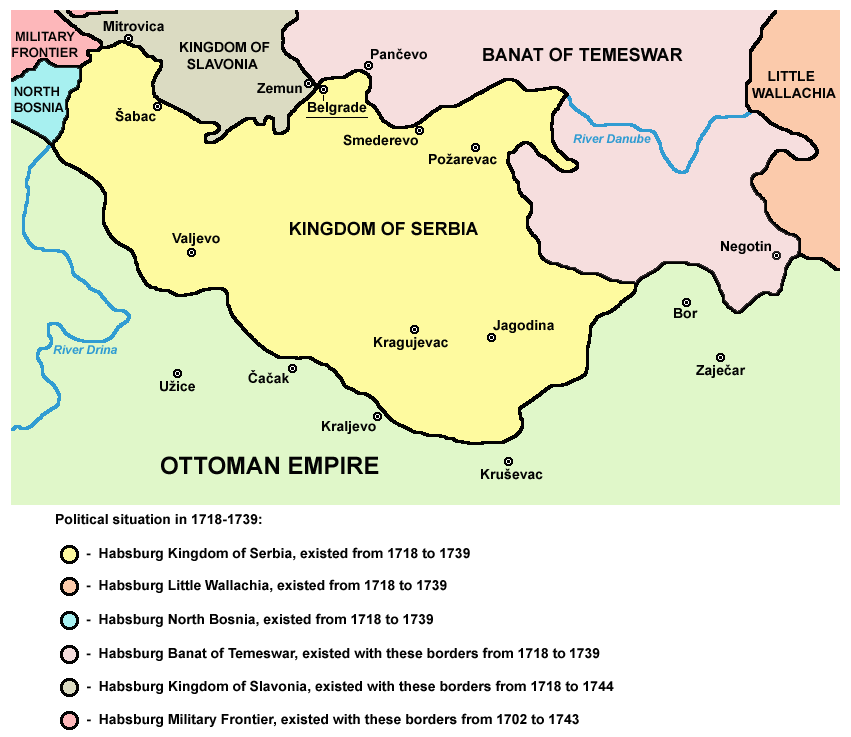

Otro episodio importante en la historia serbia se desarrolló entre 1716 y 1718, cuando los territorios étnicos serbios situados desde Dalmacia, Bosnia y Herzegovina hasta Belgrado y la cuenca del Danubio, se convirtieron en campo de batalla para una nueva guerra austro-otomana, lanzada por el príncipe Eugenio de Saboya, en la que los serbios tomaron partido otra vez por Austria. Con la firma de un tratado de paz en Požarevac, los otomanos perdieron sus posesiones en la cuenca del Danubio, además del norte de Serbia y norte de Bosnia, parte de Dalmacia y el Peloponeso.
La última guerra austro-otomana fue la llamada Guerra de Dubica (1788-91), en la que los austríacos requerían que los cristianos en Bosnia se rebelaran.
Los imperios austriaco y turco no volvieron a combatir hasta el siglo XX en que marcó la caída de ambos.

## Serbia moderna

### Autonomía

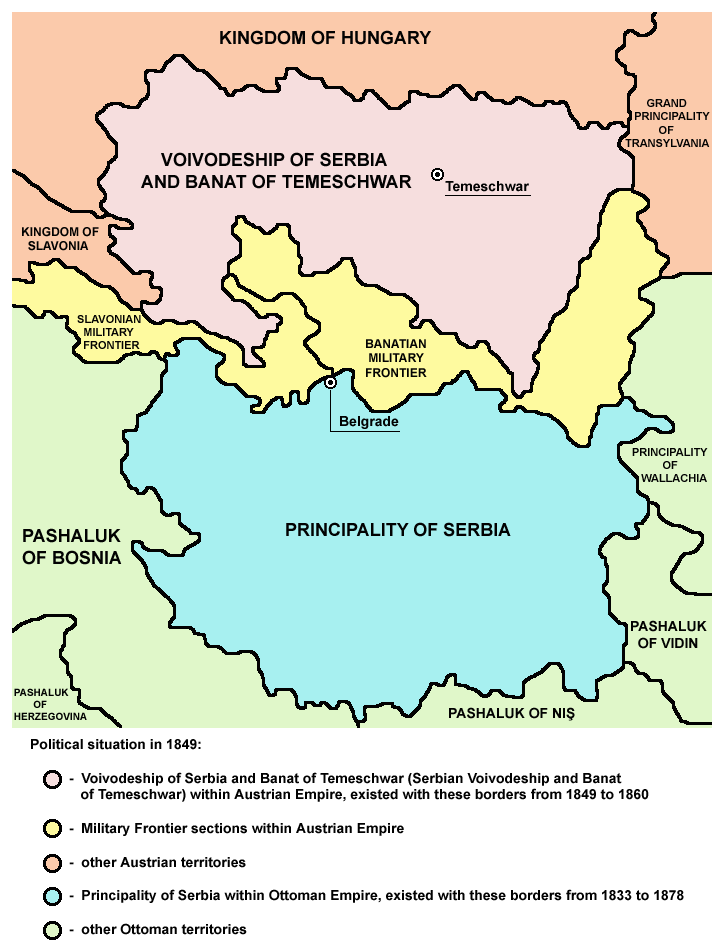

Serbia ganó su autonomía del Imperio otomano en el primer y segundo levantamiento en 1804 y 1815, aunque los turcos mantuvieron una guarnición en la capital, Belgrado hasta 1867. Aquellas revoluciones revivieron el orgullo nacional serbio, y les dieron esperanza de que su Imperio podría hacerse realidad nuevamente. En 1829 los turcos dieron la independencia completa a Grecia y a Serbia le fue dada una autonomía, que la hizo semiindependiente.
Aprovechando las revoluciones de 1848, los serbios del Imperio austríaco proclamaron la provincia autónoma serbia conocida como Vojvodina serbia. Por una decisión del emperador austríaco, en noviembre de 1849 se transformó Vojvodina en la provincia de la corona austríaca conocida como Vojvodina de Serbia y Tamiš Banat (Ducado de Serbia y Tamiš Banat). Contra la voluntad de los serbios, se abolió la provincia en 1860, pero los serbios de la región lograron otra oportunidad de conseguir sus demandas políticas en 1918. Hoy esta región es conocida como Vojvodina.
La guerra renovada contra los turcos en 1877 junto a Rusia, trajo la independencia total para Serbia y grandes ganancias territoriales hacia el sureste incluyendo Niš, que se convirtió en la segunda mayor ciudad de Serbia (Tratado de Berlín de 1878). Se proclamó el reino serbio en 1882 bajo el rey Milan Obrenović IV. En ese momento Serbia era uno de los estados que tenía su propia dinastía en el trono, (además del Imperio alemán, Italia, Gran Bretaña, y Austria-Hungría.) Sin embargo, millones de serbios aún vivían fuera de Serbia, en el Imperio Austrohúngaro (Bosnia, Croacia, Vojvodina, Sandžak) y en el Imperio otomano (Serbia del sur, Kosovo, Macedonia).

### Reino de Serbia
El nuevo país, como la mayor parte de las tierras balcánicas, dependía económicamente de la agricultura, con poco de industria o infraestructura moderna. La población total alcanzó la cifra de un millón a principios del siglo XIX, y 2,5 millones en 1900, cuando Belgrado tenía 100 000 habitantes, Niš 24 500 y media docena de otras ciudades entre 10 000 y 15 000 cada una.
La política interna giró en gran parte en torno a la rivalidad dinástica entre las familias Obrenović y Karađorđević, descendientes respectivamente de Miloš Obrenović, (reconocido como príncipe heredero en 1829) y Karađorđe Petrović, jefe de la rebelión de 1804 pero muerto en 1817, según se afirma por orden de Miloš. Los Obrenović dirigieron el estado emergente entre 1817 y 1842 y de nuevo entre 1858 y 1903, los Karadjordjevići entre 1842 y 1858 y después de 1903.
El tema dinástico se mezcló en parte con divisiones diplomáticas más amplias que existían en Europa; Milan Obrenović alineó su política exterior con la de la vecina Austria-Hungría a cambio del apoyo de los Habsburgo a su coronación como rey. Los Karadjordjević se inclinaron más hacia Rusia y consiguieron el trono en junio de 1903 tras un sangriento golpe de Estado dado por oficiales del ejército hostiles al dominio de los Habsburgo sobre sus vecinos eslavos del sur.

Serbia en 1913.

La oposición serbia a la anexión al Imperio austrohúngaro de Bosnia-Herzegovina en octubre de 1908, trajo una grave crisis europea: La presión alemana y austrohúngara forzó a Rusia a obligar a Serbia (31 de marzo de 1909) a aceptar la anexión, pero el Imperio ruso se comprometió al tiempo a defenderla de cualquier amenaza futura a su independencia.
Tras la independencia de Bulgaria (octubre de 1908) y la intervención de oficiales del Ejército griego (agosto de 1909) en favor de la formación de gobierno nacionalista, Serbia se unió a estos dos países y su vecina Montenegro, poblada de serbios, para invadir Macedonia en octubre de 1912; el Imperio otomano quedó reducido en Europa a una pequeña región alrededor de Constantinopla (Estambul).
Bulgaria falló en su intento posterior (julio de 1913) de conseguir de sus aliados el territorio que le habían prometido al principio (véase guerras de los Balcanes) y a la alarma de los Habsburgo porque Serbia doblase su territorio se agregó el resentimiento búlgaro al habérsele negado su parte de las ganancias territoriales obtenidas en la contienda contra los otomanos.

### Serbia en la Primera Guerra Mundial
El 28 de junio de 1914, el asesinato del príncipe heredero austrohúngaro Francisco Fernando de Austria y su esposa Sofía Chotek en Sarajevo sirvió como pretexto para la declaración de guerra austrohúngara a Serbia, hecho que marca el principio de la Primera Guerra Mundial, a pesar de la aceptación del Gobierno serbio (el 25 de julio) de casi todas las exigencias de Austria-Hungría.
El ejército serbio al mando del mariscal Radomir Putnik defendió el país y ganó varias batallas, consiguiendo la primera derrota de las potencias centrales en la batalla de Cer, pero en 1915 la ofensiva conjunta de los ejércitos de los Imperios alemán y austrohúngaro y de Bulgaria les permitió invadir el país; los restos del ejército serbio hubieron de retirarse del territorio nacional marchando a través de las montañas albanesas hasta el mar Adriático. Evitaron así ser destruidos por los invasores.
El 16 de agosto la Triple Entente formada por Francia, el Reino Unido y Rusia prometió a Serbia los territorios de Sirmia, Bačka, Baranja, del este de Eslavonia, Bosnia y Herzegovina y Dalmacia oriental en calidad de recompensa tras la guerra. Habiéndose recuperado en Corfú, el ejército serbio volvió al combate en el frente de Salónica junto con otras fuerzas de la liga que formaban Francia, el Reino Unido, Rusia, Italia y los Estados Unidos. En la Primera Guerra Mundial, Serbia tuvo 1 264 000 bajas, lo que equivalía al 28 % de su población total y al 58 % de los varones del país.

### Reino de Yugoslavia

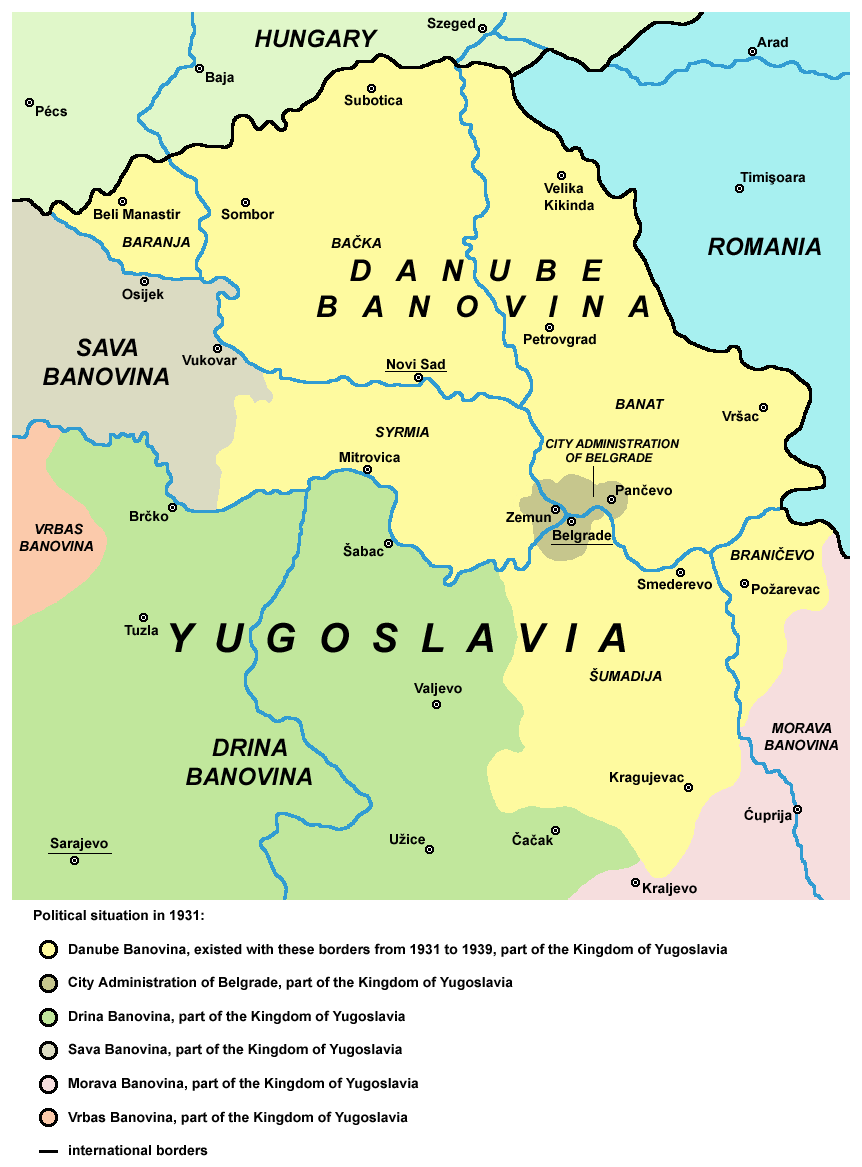
Vojvodina

En 1918 nació el Reino de los Serbios, Croatas y Eslovenos, que once años más tarde pasaría a llamarse Yugoslavia. Se trataba de una monarquía constitucional federada, bajo la dinastía de origen serbio de los Karagjorgjevic. Montenegro se sumó al nuevo Estado en noviembre de 1918, por resolución de su Asamblea Nacional. Esta primera Yugoslavia duró hasta la Segunda Guerra Mundial, cuando la invadió el ejército nazi.

### Serbia en la República Federal Socialista de Yugoslavia
En 1944 los alemanes fueron expulsados de Belgrado por las acciones conjuntas de los ejércitos aliados y de los partisanos conducidos por el dirigente comunista Josip Broz, ‘Tito’. El 29 de noviembre de 1945, la Asamblea Constituyente nacida de unas elecciones en las que los comunistas y sus aliados del Frente de Unión Nacional lograron el 80 por ciento de los votos, proclamó la República Popular Federal de Yugoslavia, de orientación socialista: había nacido la segunda Yugoslavia. Serbia fue una de sus repúblicas integrantes y a lo largo de su historia se convirtió en una de las más influyentes, siendo Belgrado —capital serbia— la capital de toda Yugoslavia.
Esta nueva formación política tuvo una vida de casi medio siglo, y comenzó a desintegrarse a comienzos de los años noventa. En junio de 1991 Eslovenia y Croacia se declararon independientes. Luego siguieron las independencias de Macedonia y de Bosnia-Herzegovina. Estas rupturas originaron una guerra relámpago en Eslovenia, y conflictos de más largo aliento y con mayor número de víctimas en Croacia y en Bosnia.
Serbia fue sometida a un embargo de la ONU desde abril de 1992 hasta octubre de 1995. En 1998, volvió a ser sancionada por Estados Unidos, la Unión Europea y la ONU a causa de la guerra de Kosovo. Serbia se vio muy afectada por estas sanciones y por la caída de la URSS. El PIB per cápita pasó de 3240 dólares en 1989 a 1450 dólares en 1999. El desempleo aumentó considerablemente, pasando del 14 % en 1991 al 39 % en 1993. Se aplicaron restricciones a la gasolina, la electricidad, la calefacción, los medicamentos y los alimentos.

### Serbia y Montenegro

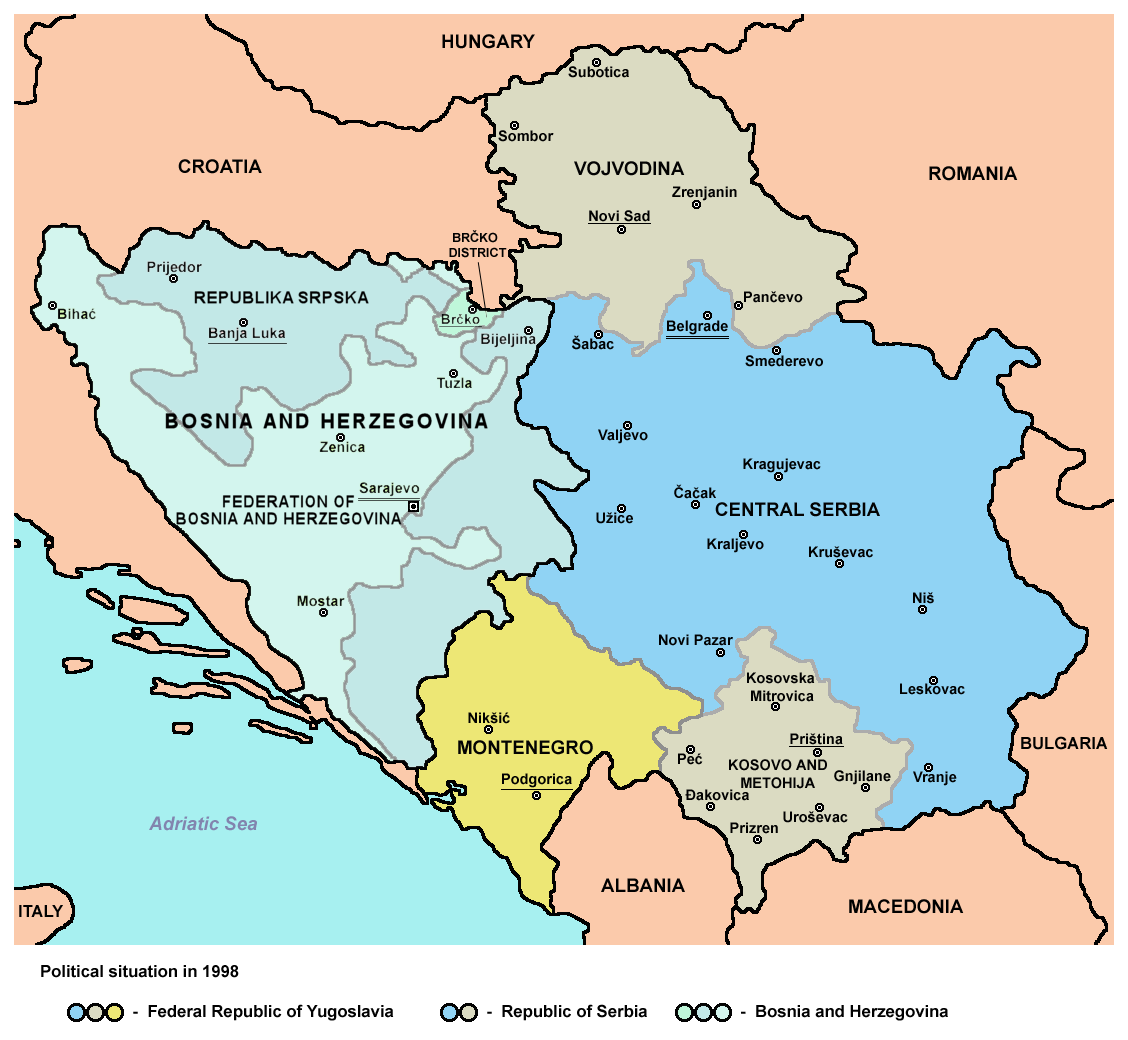

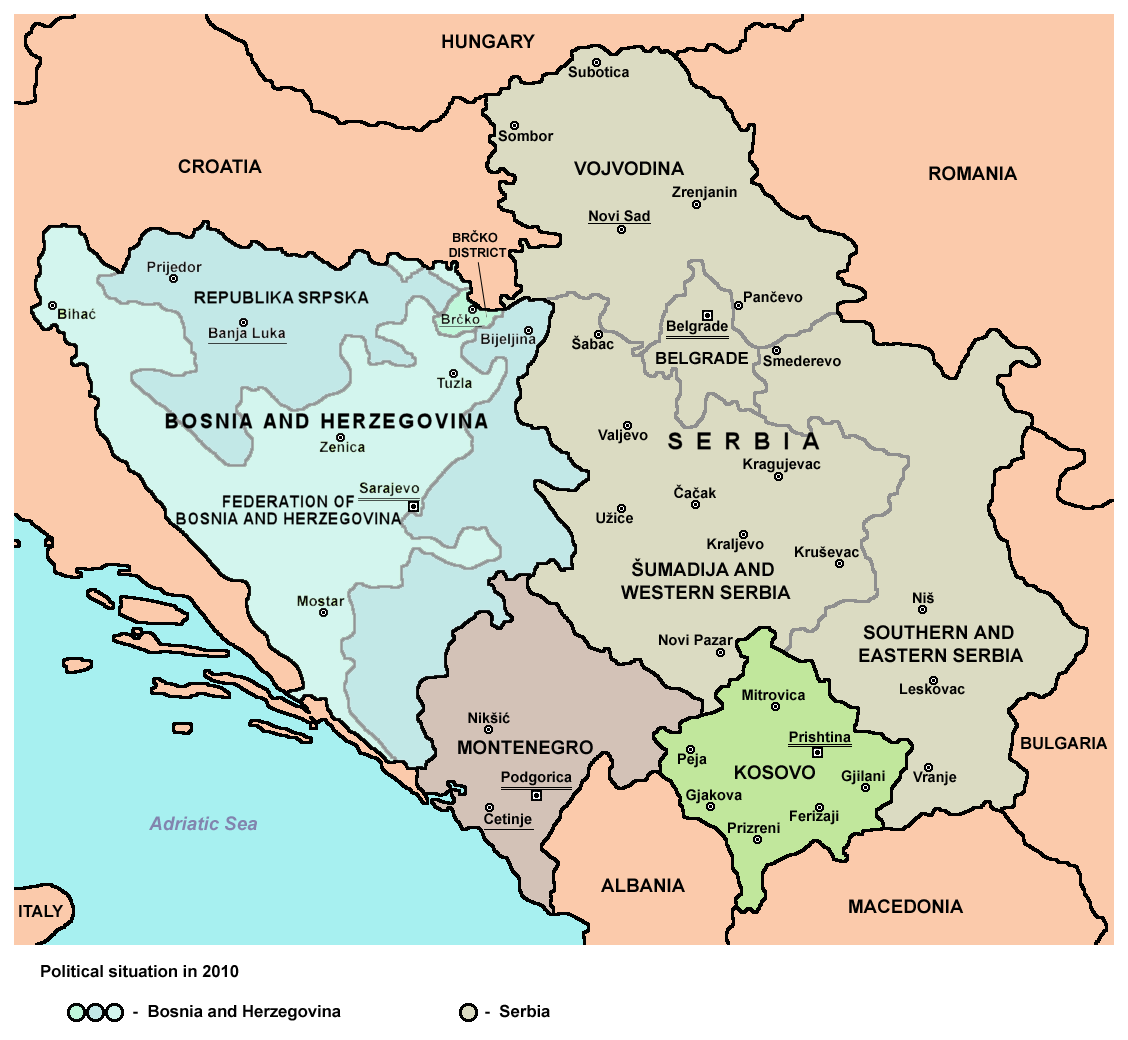

Al desmembrarse la Yugoslavia socialista, las repúblicas de Serbia y de Montenegro decidieron crear, el 27 de abril de 1992, la República Federal de Yugoslavia, o tercera Yugoslavia, que desapareció el 4 de febrero de 2003 dando lugar a un nuevo país llamado Serbia y Montenegro.
El 21 de mayo de 2006, Montenegro votó por referéndum su independencia, que se hizo efectiva el 3 de junio siguiente, por lo que dejó de existir un país llamado Serbia y Montenegro. Serbia dejó de integrar cualquier tipo de federación o unión.